# ماجهسي فراندشيب كاروجي
ماجهسي فراندشيب كاروجي هو فيلم هندي 2011 من إخراج نوبور بطولة ممثلين جدد في الساحة الهندية في أدوار البطولة الفيلم هو الثاني من إنتاج Y وهي شركة تابعة لأفلام ياش راج. صدر في 14 أكتوبر 2011. كما أنه يمثل لأول مرة ثقافة الروك الشعبي الهندي في بوليوود. الفيلم مستوحى من شعبية الشبكات الاجتماعية الفيسبوك في الهند.

## وصلات خارجية
- ماجهسي فراندشيب كاروجي على موقع IMDb (الإنجليزية)
- ماجهسي فراندشيب كاروجي على موقع روتن توميتوز (الإنجليزية)
- ماجهسي فراندشيب كاروجي على موقع قاعدة بيانات الأفلام العربية
- ماجهسي فراندشيب كاروجي على موقع قاعدة بيانات الفيلم (الإنجليزية)
- ماجهسي فراندشيب كاروجي على موقع ليتربوكسد (الإنجليزية)
- ماجهسي فراندشيب كاروجي على موقع كينوبويسك (الروسية)